# Renata Pallottini
Renata Monachesi Pallottini (São Paulo, 20 de janeiro de 1931 — São Paulo, 8 de julho de 2021) foi uma dramaturga, ensaísta, poetisa, professora universitária na área de teatro e tradutora brasileira. Considerada notável nos cenários literário e teatral do Brasil, autora premiada de poesias, peças de teatro, ensaios, ficção, literatura infantojuvenil, teoria do teatro e, programas para a televisão. Em parcela considerável de sua produção é possível identificar o questionamento e o combate aos valores sociais que delimitavam o papel da mulher na sociedade.
Renata Pallottini foi a primeira mulher brasileira a frequentar o curso de Dramaturgia na Escola de Artes Dramáticas da Universidade de São Paulo e, a primeira à escrever peças de teatro no brasil na década de 1960 como o roteiro A Lâmpada (1960), que abordou o tema da homossexualidade. Com atuação inovadora, trouxe uma proposta textual diversa daquilo que vinha sendo realizado na região no campo teatral, o que culminou em sua identificação como integrante da nova dramaturgia, grupo formado por dramaturgos estreantes na capital paulista que, na década de 1960 e de 1970, promoveram transformações no teatro.
Com intensa produção, Renata transitou pelas Artes e Literatura com maestria e criatividade, tendo sua obra marcada por certa performatividade, traço proveniente de sua relação com o teatro. Além disso, ela também ocupou cargos políticos e administrativos na esfera teatral. Pallottini morreu aos 90 anos de idade, em decorrência de um mieloma múltiplo.

## Biografia

### Formação
Em 1951 graduou-se em Filosofia pura na Pontifícia Universidade Católica de São Paulo (PUC-SP) e, em 1953, concluiu o bacharelado na Faculdade de Direito da Universidade de São Paulo (FDUSP).
Renata recebeu uma bolsa de estudos do governo espanhol e ingressou na Universidade de Madri para estudar Cultura espanhola, entre os anos de 1959 e 1960. Nesse período, também participou do curso de História da arte e literatura espanhola no Instituto de Cultura Hispánica (ICH).
De volta ao Brasil, entre 1961 e 1962, cursou Dramaturgia e crítica na Escola de Arte Dramática (EAD) da Universidade de São Paulo (USP) tendo dentre seus professores Anatol Rosenfeld, Décio de Almeida Prado, Augusto Boal e Alfredo Mesquita.
Concluiu seu doutorado em 1982 na Escola de Comunicações e Artes (ECA) da Universidade de São Paulo (USP), sob orientação de Sábato Magaldi. Sua tese aborda a dramaturgia e também é composta por O País do Sol, peça original que Pallotini redigiu para o teatro e que viria a figurar como a primeira obra de sua trilogia sobre a imigração italiana no Brasil, junto às peças Colônia Cecília e Tarantella. A parte teórica de sua tese resultou no livro Introdução à dramaturgia.

### Trajetória
Convidada por Sábato Magaldi para substituí-lo, em 1964 Renata Pallotini passou a atuar como docente na Escola de Arte Dramática (EAD), ministrando disciplina sobre História do teatro brasileiro. Em sua trajetória docente, lecionou na EAD e também no Departamento de Artes Cênicas (CAC) da Escola de Comunicações e Artes, contribuindo à formação de várias gerações de atores e pesquisadores na área do teatro. Em 2012, recebeu o título de professora emérita da mesma instituição. Ministrou cursos e palestras em instituições de diversos países como Cuba, Itália, Espanha, Portugal e Peru.
Foi uma autora premiada que escreveu poesia, ensaios, ficção, teoria do teatro, literatura infantojuvenil e programas para a televisão, além de ter realizado diversas traduções. Em muitas de suas produções é possível identificar um posicionamento questionador e combativo face aos valores que demarcavam o papel da mulher na sociedade.

Escreveu para teatro desde o início da década de 1960, sendo suas primeiras obras A Lâmpada (1961), Sarapalha (1962) e O Crime da Cabra (1965), tendo desenvolvido intensa atividade teatral ao longo das décadas de 1970 e 1980. Suas obras foram produzidas por diretores importantes como Silnei Siqueira, Ademar Guerra, José Rubens Siqueira, Marcia Abujamra, Gabriel Vilela, entre outros. Realizou também adaptações e traduções literárias para o teatro, dentre elas O Escorpião de Numância (1968) baseado no Cerco de Numância, de Miguel de Cervantes; traduziu o musical Hair, de James Rado e Gerome Ragni; traduziu e adaptou o romance Cidades Invisíveis, de Ítalo Calvino. A multiplicidade de temas e paisagens é uma das características de seu trabalho como dramaturga, Luís Alberto de Abreu e Jacó Guinsburg defendem que ela:
Floresceu na grande geração paulista dos anos de 1960 que trouxe renovação à cena contemporânea, inseriu o teatro como vanguarda no amplo movimento político-cultural que caracterizou a época e marcou de maneira decisiva as gerações posteriores.
Para a televisão, Renata Pallottini realizou trabalhos como roteirista de telenovelas e séries. Apesar da intensa atividade no teatro, na TV e como professora, foi na poesia que Renata Pallottini encontrou seu chão mais rico e fecundo. Como escritora publicou seus primeiros textos nos anos 1950, nos jornais estudantis da Faculdade de Direito (USP). Neste período também publicou seu primeiro livro de poemas, Acalanto (1952), impresso na Tipografia Pallottini, de sua família. Seu primeiro romance, Mate é a cor da viuvez, foi publicado em 1975 e, na opinião de Lygia Fagundes Telles, consiste em "um belo e corajoso livro". Uma década depois, publicou seu primeiro livro infantil, Tita, a Poeta.
Renata também exerceu cargos políticos e administrativos. Foi presidente da Comissão Estadual de Teatro da Secretaria de Cultura (CET), sucedendo Cacilda Becker(1969-1970), fundadora e primeira presidente da Associação Paulista de Autores Teatrais (APART), além de presidente do Centro Brasileiro de Teatro, filiado ao International Theatre Institute (ITI/UNESCO). Pallottini também fez parte de entidades ligadas à classe literária tais como a União Brasileira de Escritores, o Penclube do Brasil e o Clube da Poesia de São Paulo e, a partir de 2013, passou a integrar a Academia Paulista de Letras, ocupando 20ª cadeira.
Torcedora do Corinthians, Renata dedicou algumas de suas obras ao time do coração, sendo elas: Melodrama, O Dia em que o Corinthians foi Campeão, Onze contra Onze e O Corinthiano.
Renata Pallottini morreu em 8 de julho de 2021 no Hospital Santa Catarina, em São Paulo, aos 90 anos, de mieloma múltiplo.

### Vida pessoal
Numa entrevista em 2004 para a revista galega Andaina, Renata Pallottini assim definiu a sua identidade sexual e como se relacionava com os homens em geral:
| “ | Gosto de homens, considero-os companheiros e não inimigos, os homens me interessam muito. Sou homossexual, não tenho interesse sexual por homens, mas tenho todos os outros interesses possíveis, quero tê-los como amigos, como colegas, como colaboradores..., só não quero tê-los na cama. Eu me dou muito bem com eles. | ” |

## Dramaturgia Feminina
Renata Pallottini é considerada destaque na história da dramaturgia feminina brasileira contemporânea, pois foi a primeira mulher a frequentar o curso de Dramaturgia na EAD/USP e a primeira a escrever para teatro em São Paulo na década de 1960. Ela está entre as dramaturgas que se projetam em torno de 1969, fazendo parte do grupo que formou a nova geração de escritoras de teatro juntamente com Hilda Hilst, Leilah Assumpção, Consuelo de Castro, Isabel Câmara. Elza Cunha de Vicenzo, em seu livro Um Teatro da Mulher (1992), afirma que a partir de 1969, no Brasil, as dramaturgas começam a revelar-se em número significativo, compondo um grupo mais extenso de dramaturgos estreantes que veio a ser conhecido como o grupo da nova dramaturgia, que pode ser caracterizado por apresentar um tipo de texto e proposta textual diversos - em variados aspectos - daquilo que vinha sendo feito no teatro em São Paulo.
Sob o ponto de vista estético e ideológico, seus escritos trouxeram renovação à cena contemporânea, A Lâmpada (1960), por exemplo, trata de um tema que seria abordado só mais tarde no teatro brasileiro: homossexualidade, configurando uma peça pioneira.

## Censura
Ela vivenciou o período da ditadura no Brasil, sofrendo impactos em sua carreira, montagens e na repercussão de seu trabalho junto ao público.O projeto de montar, em 1964, a peça O Crime da Cabra, pelo Serviço Nacional de Teatro, com direção de Ademar Guerra, excursionando por todo país, foi desfeito por imposições advindas do golpe militar. A peça seria montada no ano seguinte, contudo, desprovida da proposta inicial de itinerância por diferentes estados brasileiros e, mesmo ganhando prêmios importantes, não teve a repercussão de público que poderia ter, caso feita como planejado inicialmente, de modo itinerante.
A obra Enquanto se Vai Morrer, gênero de drama épico tendo como tema a pena de morte e a tortura, escrita em 1972, foi vetada pelo regime militar por "atentar contra a legislação vigente". Permaneceu inédita até 2002, quando foi montada por Zecarlos de Andrade na escadaria da Faculdade de Direito do Largo de São Francisco.

Renata diz que:
O dano que a censura fez ao teatro brasileiro é irrecuperável. Uma peça vetada nunca mais é a mesma, nem que seja encenada tempos depois. Sem contar que o dano não é só às peças, mas aos autores também.
Sendo mulher lésbica, que viveu os tempos da ditadura militar, ela não queria se esconder, escrevia nas entrelinhas o que sentia e assim podia expressar sua identidade sexual sem que o conservadorismo a perturbasse.

## Obras

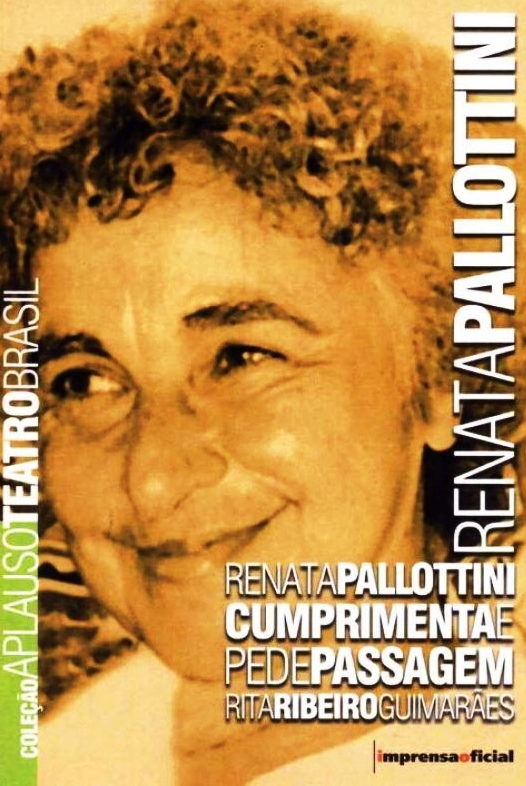
Capa do livro Renata Pallottini cumprimenta e pede passagem (Coleção Aplauso Teatro Brasil)

A produção de Renata Pallottini engloba peças de teatro, livros de poemas, romances, obras infantis, estudos em dramaturgia. Além disso, teve algumas de suas obras adaptadas para televisão e livros publicados em outros países. Na Enciclopédia do Itaú Cultural, consta que:
Renata Pallottini contribui com sua produção no teatro, na TV, como escritora, professora e nas áreas administrativa ou política. Todas as linguagens em que se debruça levam a marca inconfundível do poético, o que a caracteriza e diferencia como criadora.

### Peças de teatro
No teatro, tem inúmeras peças montadas. Algumas são listadas a seguir, junto ao ano da primeira montagem:
- 2002: Enquanto se vai morrer - Direção de Zecarlos de Andrade.[35]
- 1984: Colônia Cecília - Direção de Ademar Guerra.[6]
- 1982: Melodrama - Direção de Anamaria Dias.[36]
- 1976: Serenata Cantada aos Companheiros - Direção de Fausto Fuser.[37]
- 1971: A História do Juiz - Direção de Eloy Araújo.[38]
- 1969: Os Sete Pecados Capitais: Luxúria, Gula, Preguiça, Inveja, Ira, Soberba, Avareza - Em parceria com Eudinyr Fraga, Moysés Baunstein, Myriam de San Juan, Lúcia Godoy, Aroldo Macedo; todos autores formados no curso de dramaturgia da EAD.[39]
- 1969: Pedro Pedreiro - Direção de Silnei Siqueira e música de Chico Buarque, foi o primeiro espetáculo da EAD a excursionar ao exterior, participando do Festival de Teatro Universitário de Manizales (Colômbia).[40][4]
- 1965: O Crime da Cabra - Direção de Carlos Murtinho com produção da Companhia Nydia Licia.[41]
- 1964: Nu para Vinícius - Em parceria com Lauro César Muniz; foi encenada no Teatro Brasileiro de Comédia (TBC).[42]
- 1962: O Exercício da Justiça - Direção de Renata Pallottini; encenada na Escola de Arte Dramática - EAD.[43]
- 1960: A Lâmpada - Direção de Tereza Aguiar.[13]

### Traduções e adaptações para o teatro
- 2001: Cidades Invisíveis - Direção de Márcia Abujamra.[44]
- 1986: Caminho que Fazem o Darro e o Genil Até o Mar - Direção de Tereza Aguiar.[45]
- 1986: Topografia de um Desnudo - Direção de Tereza Aguiar.[46]
- 1985: Ah!Mérica - Direção de Odavlas Petti.[47]
- 1985: O Camaleão - Direção de Reinaldo Santiago.[46]
- 1984: Simón - Direção de Francisco Medeiros.[46]
- 1980: Divinas Palavras - Direção de Iacov Hillel.[46]
- 1978: A Vida é um Sonho - Direção de Celso Nunes.[48]
- 1974: Lulu, a Caixa de Pandora - Direção de Ademar Guerra.[49]
- 1973: Godspell - Direção de Altair Lima.[50][51]
- 1972: João Guimarães, Veredas - Direção de Tereza Aguiar[52][53]
- 1970: O Escorpião de Numância - Direção de José Rubens Siqueira, com Cláudio Corrêa e Castro no papel principal.[54][55]
- 1970: Tom Paine, de Paul Foster[56]
- 1969: Hair - Direção de Ademar Guerra[13]
- 1961: Sarapalha - Direção de Alberto D'Aversa.[13]

### Trabalhos para a televisão
- 2009: João Miguel (série)[57]
- 1984: Joana (série)[6][58]
- 1982: Nem Rebeldes, Nem Fiéis (telenovela)[59]
- 1981: Os Imigrantes (telenovela)[60]
- 1979: Malu Mulher (série)[58]
- 1979: Carga Pesada (série)[61]
- 1976: O Julgamento (telenovela)[62]
- 1976: Sapicuá (episódio da série Caso Especial)[63]
- 1974: Tempo de Nascer[58]
- 1972: Vila Sésamo (série infantil)[64]
- 1961: Tensão[52]
- 1961: O Crime da Cabra[4]

### Poesias
Com mais de 20 livros publicados, Renata dedicou-se a literatura produzindo poesia, prosa e dramaturgia. Dada sua relação com o teatro, escrevia poesia de uma maneira performática. O poeta Carlos Drummond de Andrade disse que a poesia de Renata "é uma das realizações mais vibrantes no campo do lirismo voltado para a vida real e imediata, a vida não pintada de sonho."
Os poemas de Renata Pallottini estão presentes no livro Poesia Gay Brasileira (2017), primeira antologia que reúne poemas de temática LGBT+ produzidos por escritores e escritoras brasileiros.
- 2016: Poesia não Vende (Hucitec).[67]
- 2008: Chocolate Amargo (Brasiliense).[68]
- 2002: Um Calafrio Diário (Perspectiva).[69]
- 1997: Anja (Quinteto)[24]
- 1995: Obra Poética (Hucitec).[70]
- 1988: Praça Maior (Rk Editora)[71]
- 1985: Esse Vinho Vadio (Massao Ohno)[24]
- 1985: Ao Inventor das Aves (J. R. Scortecci)[72]
- 1982: Cerejas, meu Amor (Massao Ohno)[4]
- 1980: Cantar meu Povo (Massao Ohno)[73]
- 1978: Noite Afora (Brasiliense)[74]
- 1977: Chão de Palavras (Círculo do Livro)[24]
- 1976: Coração Americano (Editora Meta)[75]
- 1971: Os Arcos da Memória (Editora do Escritor)[76]
- 1968: Antologia Poética (Editora Leitura)[77]
- 1965: A Faca e a Pedra (Brasil Editora)[78]
- 1961: Livro de Sonetos (Massao Ohno)[79]
- 1958: A Casa e outros Poemas (Clube de Poesia)[80]
- 1958: Nós, Portugal (ed. da autora)[4]
- 1956: O Monólogo Vivo (Ed. da autora) [81][82]
- 1953: O Cais da Serenidade (Ed. Elviro Pocai)[83]
- 1952: Acalanto (ed. da autora)[13]

### Romance
- 2015: Eu Fui Soldado de Fidel (Hucitec)[84]
- 2011: Chez Mme. Maigret (Global)[85]
- 1998: Oficios & Amargura (Scipione)[86]
- 1991: Nosotros (Brasliense)[87]
- 1975: Mate é a Cor da Viuvez (Ed. da autora)[88]

### Infantojuvenil
- 2004: As Três Rainhas Magas (Brasiliense)[89]
- 1998: Sempre é Tempo (Moderna)[24]
- 1993: Do Tamanho do Mundo (Moderna)[6]
- 1988: Café com Leite (FTD)[90]
- 1987: A Menina que Queria Ser Anja (Moderna)[24]
- 1985: O Mistério do Esqueleto (Moderna)[4]
- 1984: Tita, a Poeta (Moderna)[4]

### Não ficção - estudos teóricos
- 2006: Teatro Completo (Perspectiva).[13]
- 1998: Dramaturgia de Televisão (Moderna).[91]
- 1998: Anthologie de la Poésie Brésilienne (Paris: Editions Chandeigne) - Coordenação.[82]
- 1997: Cacilda Becker: o Teatro e suas Chamas (Arte & Ciência).[92]
- 1989: Dramaturgia: a Construção da Personagem (Ática).[93]
- 1983: Introdução à Dramaturgia. (Brasiliense).[94]

## Prêmios
Ao longo de sua carreira, Renata recebeu importantes prêmios, como o Prêmio Juca Pato, 2017, uma honraria da União Brasileira de Escritores pelo conjunto de sua carreira e especificamente por seu livro de poemas, Poesia não vende. Recebeu também o Prêmio Jabuti, na categoria poesia por Obra Poética, em 1996 e o Pen Clube de Poesia pela obra Livro de Sonetos, em 1961. Em 2016, foi agraciada com o prêmio Colar Guilherme de Almeida, concedido pela Câmara Municipal de São Paulo às pessoas que colaboram com a cultura.
Entre os prêmios recebidos, constam:
| ANO  | PRÊMIO                                               | CATEGORIA            | OBRA                         | REF     |
| ---- | ---------------------------------------------------- | -------------------- | ---------------------------- | ------- |
| 1976 | Associação Paulista dos Críticos de Arte (APCA)      | melhor Roteiro       | telenovela O Julgamento.     | [ 100 ] |
| 1974 | Associação Paulista dos Críticos de Arte (APCA)      | melhor tradução      | tradução de Lulu.            | [ 44 ]  |
| 1968 | Prêmio Anchieta da Comissão Estadual de Teatro (CET) | melhor texto teatral | obra O Escorpião de Numância | .       |
| 1965 | Prêmio Molière                                       | escritora            | peça O crime da Cabra        | [ 103 ] |
| 1965 | Prêmio Governador do Estado                          | escritora            | peça O Crime da Cabra        | [ 37 ]  |
| 1956 | Teatro de Arena                                      | adaptação            | peça adaptada Sarapalha      | [ 6 ]   |